# Municipio de Barberena
Municipio de Barberena är en kommun i Guatemala.   Den ligger i departementet Departamento de Santa Rosa, i den södra delen av landet, 40 km söder om huvudstaden Guatemala City.